# Bosporus-Universität-Proteste

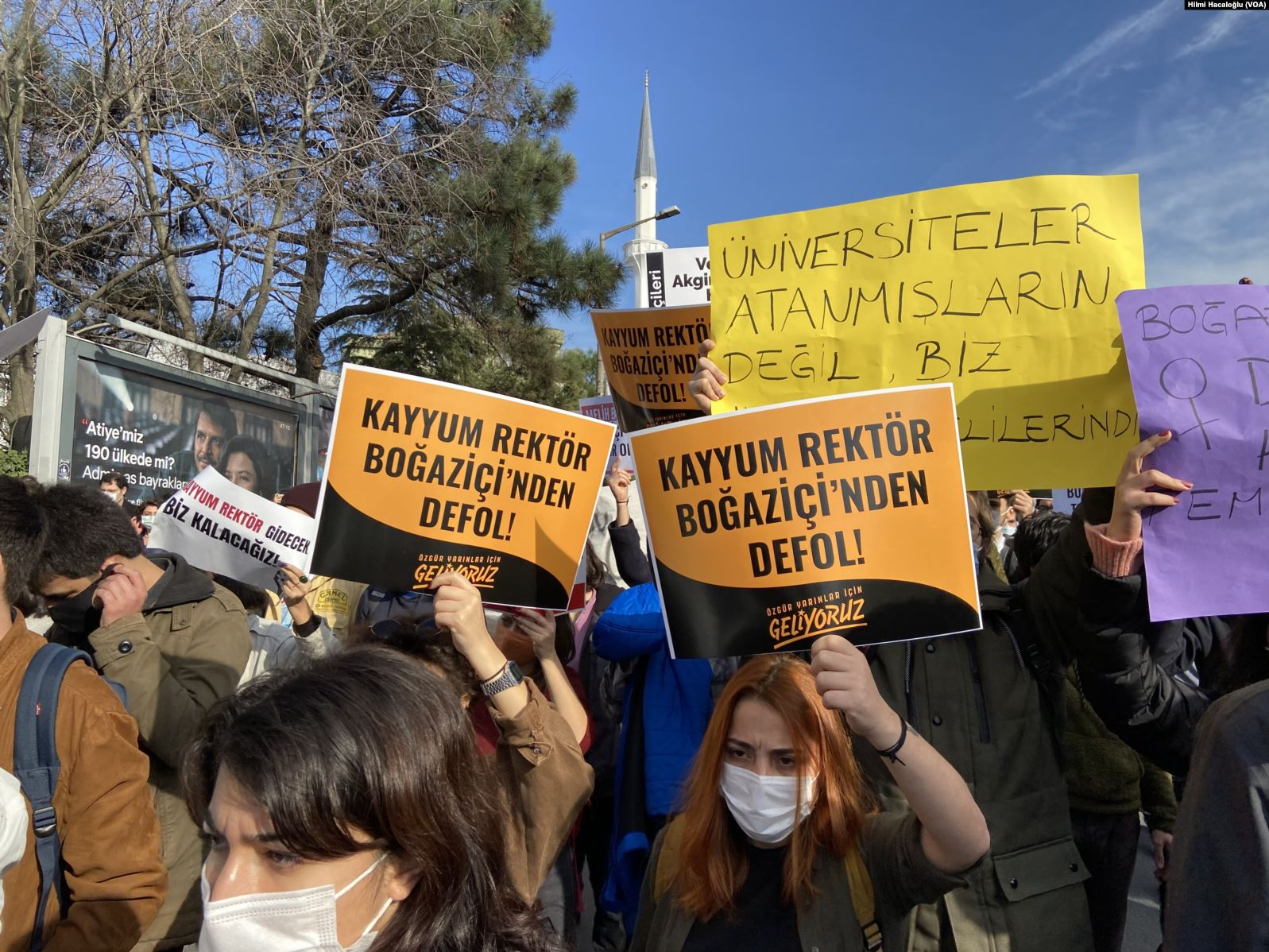

Die Bosporus-Universitäts-Proteste 2021 sind Proteste in der Türkei, die ab dem 4. Januar 2021 begannen, nachdem der frühere Kandidat Melih Bulu der Partei für Gerechtigkeit und Aufschwung (AKP) von Präsident Recep Tayyip Erdoğan zwangsweise als Rektor der Bosporus-Universität eingesetzt wurde.

## Hintergrund und Ablauf
Lehrende und Studierende der Universität protestierten gleichermaßen gegen die Ernennung Bulus. Bulu erklärte, er wolle die Kultur der Universität nicht ändern, er höre sogar die Band Metallica. Hierauf reagierten Studierende und spielten als Protest in der Nähe des Rektorats die Songs Masters of Puppets und Sad But True ab. Später veröffentlichten Studierende eine Coverversion von For Whom the Bell Tolls, in der sie Bulus Rücktritt fordern.
Vor der Universität setzten Sicherheitskräfte Tränengas und Gummigeschosse gegen Demonstrierende ein. Auch Wasserwerfer kamen zum Einsatz. Journalisten wurden nicht auf den Campus gelassen. Das Gelände des historischen Südcampus wurde blockiert, der Eingang wurde durch die Polizei mit Handschellen abgesperrt. Auch in den folgenden Tagen kam es auf der europäischen und der asiatischen Seite von Istanbul zu Protesten, an denen sich Tausende beteiligten. Weitere Studierende wurden in der Nacht festgenommen. Bei einigen wurden Wohnungstüren aufgebrochen und Wände eingerissen, um diese aus den Wohnungen zu holen. Bei den Durchsuchungen kam es in Kadıköy zu einer Durchsuchung der Wohnung von Muhtar Sultan Aksu von der oppositionellen Demokratischen Partei der Völker (HDP). Bisher wurden insgesamt 36 Studierende in Istanbul festgenommen. Die Proteste auf dem Campusgelände und darum herum gingen jedoch unvermindert weiter. Die Lehrenden stellen sich jeden Mittag mit dem Rücken gegenüber dem Rektorat auf. Die Studierenden stellten eine symbolische Wahlurne auf dem Campus auf und sammelten Stimmen, wer dafür ist, an der Universität den Rektor zu wählen und wer nicht. Studierende veranstalteten in der dritten Woche des Protests einen LGBT Pride, um auf frauenfeindliche und homophobe Äußerungen des neuen Rektors hinzuweisen. Die Studierenden schlossen sich im Anschluss nach einer Schifffahrt über den Bosporus mit einer Demonstration im Stadtteil Kadıköy zusammen, die ebenfalls für Bulus Rücktritt protestierte.
Andere türkische Universitäten sowie Universitäten in anderen Ländern veröffentlichten Solidaritätsbekundungen. Am 8. Januar wurden in Ankara 43 Studierende beim Protest festgenommen, dabei wurde einem der Festgenommenen der Fuß gebrochen. Am 13. Januar 2021 nahm die Polizei in Ankara weitere fünf Studierende fest, die sich mit dem Protest solidarisierten.
Da Erdoğan den Studierenden vorwarf, nicht kreativ genug zu sein, riefen diese dazu auf, Kunstwerke einzusenden, damit diese auf dem Campus ausgestellt werden können. Über 500 Kunstwerke von mehr als 150 Künstlern trafen daraufhin auf dem Universitätsgelände ein. Diese wurden in der sogenannten „Resistance Exhibition“ auf dem Campus ausgestellt. Dort wurde auch ein Bild ausgestellt, welches das muslimische Heiligtum Kaaba in Saudi-Arabien abbildete und am Rand des Bildes waren LGBTQ*-Flaggen zu sehen. Dieses wurde vom Islamwissenschaftlichen Studierendenklub (BİSAK) kritisiert. Einige Kunstwerke wurden auf dem Campusgelände gestohlen. Die Rektoratsverwaltung ließ das Gebiet um das Rektorat absperren, dies wurde jedoch von den Protestierenden ignoriert. Am 28. Januar 2021 kam es zu einem Übergriff des Sicherheitsdienstes auf ein Protestzelt, das daraufhin zerstört wurde. Die Studierenden wehrten sich daraufhin mit weiterem Protest. Am Abend des 29. Januar 2021 wurden vier Studierende festgenommen, darunter drei der Studierenden, die dem Ausstellungskomitee angehören. Zwei wurden nach der Anhörung vor Gericht in Haft verbracht.
Am 1. Februar 2021 versperrte die Polizei erneut den Eingang am Südcampus, um eine Demonstration zu verhindern. Dabei wurden Wasserwerfer, Absperrungen und mindestens ein Scharfschütze installiert. Die Polizei stürmte den Campus, es kam zu weiteren Festnahmen von Studierenden. Insgesamt wurden 159 Menschen festgenommen. Auch in Izmir gab es am selben Tag bei einer Demonstration Festnahmen. Am darauffolgenden Tag gab es 69 Festnahmen in Ankara, die Polizei griff eine Demonstration in Kadıköy mit Plastikgeschossen und Tränengas an und nahm dort 104 Personen fest. Anwohner in mehreren Stadtteilen Istanbuls schlugen auf Töpfe und Pfannen, um ihre Solidarität mit dem Protest zu zeigen. Melih Bulu ließ den LGBT Club der Universität (BÜLGBTI) schließen und warf Mitgliedern des Clubs vor, das Rektorat blockiert zu haben. Die Studierenden anderer Studierendenklubs erklärten ihre Solidarität mit dem geschlossenen Club.
Erdoğan ließ per Dekret zwei neue Fakultäten an der Universität eröffnen. Es handelt sich um eine Fakultät für Recht und eine Fakultät für Kommunikation. Dem setzte die Plattform der protestierenden Studierenden einen offenen Brief entgegen, in dem sie den Präsidenten dazu aufforderten, die neuen Fakultäten in seinem Palast zu eröffnen. Zudem verweist der Brief unter anderem auf den Uludere-Vorfall, den Mord an Hrant Dink sowie die negativen Auswirkungen der Maßnahmen nach dem Putschversuch 2016 auf die türkische Bevölkerung und konstatiert, der Präsident hätte bereits bei diesen Vorfällen zurücktreten müssen. Die Behörden ordneten unterdessen bei einigen Studierenden, die aus der Gewahrsamnahme entlassen wurden, an eine elektronische Fußfessel zu tragen.
Im März 2021 reichten 70 Lehrende der Universität Klage ein, mit dem Ziel, Melih Bulu von seinem Amt zu entbinden. Bulu ernannte im selben Monat den ihm ergebenen Physiker Naci Inci, welcher sich auch zum Vizerektor ernennen hatte lassen, zum Leiter des Sozialwissenschaftlichen Zentrums. Ebenfalls ernannte er Fazıl Önder Sönmez zum Vizerektor. Gleichzeitig ist dieser auch als Dekan für studentische Angelegenheiten sowie zum Koordinator des Finanzhilfebüros als auch Direktor des Instituts für Graduiertenwissenschaften in Wissenschaft und Technik (FBE) ernannt worden. Sönmez ist ebenfalls Berater des BİSAK. Am 25. März wurden 12 Studierende verhaftet, weil sie mit Regenbogenflaggen während einer Demonstration für die verbleibenden verhafteten Studierenden demonstriert hatten. Am 26. März protestierten Studierende vor dem zentralen Justizgebäude in Istanbul für deren Freilassung. Hierbei wurden weitere 50 Studierende verhaftet.
Da der Kaymakam von Kadiköy Anfang April 2021 alle Demonstrationen verboten hatte, wurden am 2. April während einer Demonstration 35 Studierende in Kadiköy festgenommen. Es kam zu Verletzungen bei den Studierenden. Am 13. April veranstalteten Lehrkräfte und Studierenden auf dem Campus eine Feier mit Konzert anlässlich der ersten 100 Tage täglichen Protests. Dabei gaben sie bekannt, dass es bezüglich der Proteste landesweit bisher zu insgesamt mehr als 900 Festnahmen kam und 13 Menschen verhaftet wurden. Zudem wurden mehr als 30 Menschen unter Hausarrest gestellt. Im selben Monat April wurde Cemre Baytok in den unbezahlten Urlaub entlassen, die als Koordinatorin im Büro gegen Sexuelle Belästigung (CİTÖK) arbeitete. Dem Rektorat zufolge bestehe kein Bedarf mehr an einer solchen Dienstleistung.
Am 31. Mai protestierten die Studierenden dagegen, dass die neue Administration der Universität einen Kurs des Akademikers Feyzi Erçin nicht mehr genehmigt hatte. Aus diesem Grund stellten einige Studierende Zelte auf dem Südcampus der Universität auf. Der private Sicherheitsdienst der Universität und die Polizei schritten ein. Am nächsten Tag, dem hundertsten Tag des Protests der Akademiker auf dem Campus, schloss der Sicherheitsdienst zunächst das Eingangstor des Südcampus. Vor dem Campus kam es zu Auseinandersetzungen mit dem Sicherheitsdienst sowie der Polizei und zu Festnahmen. Nach weiteren Protesten wurde das Tor wieder geöffnet.
Im Juni 2021 wurde bekannt, dass die Universität 100 Studierenden ihr Stipendium aberkannt hatte, weil sie gegen Bulu protestiert hatten. Kurz darauf äußerte sich Istanbuls Bürgermeister, Ekrem Imamoğlu, öffentlich und versprach, dass die Stadt Istanbul die Finanzierung der Studierenden übernehmen könne.
Am 3. Juli, ein halbes Jahr nach Beginn des Protests, ließ Bulu die Zugänge zum Südcampus sperren. Lehrende und Studierende wurden nicht mehr auf den Campus gelassen. Der Sicherheitsdienst der Universität wendete körperliche Gewalt an, mit dem Ziel, dass die Studierenden den Campus verlassen. Diese hatten zuvor Zelte auf dem Campus aufgebaut und dort übernachtet.
Am 15. Juli 2021 wurde Melih Bulu als Rektor durch den türkischen Präsidenten abberufen. Bulus bisheriger Stellvertreter Mehmet Naci İnci wurde kommissarisch zum Rektor berufen. Nach der Absetzung von Bulu wurden die Einlassbeschränkungen auf den Campus wieder geändert. Unter anderem dürfen Alumni den Campus nun wieder betreten. Am 16. Juli wurde der LGBIQ Aktivist, Filmemacher und seit 2007 an der Universität unterrichtende Dozent, Can Candan, von Mehmet Naci İnci gekündigt. Kurz darauf wurde Bulus bisheriger Stellvertreter und nach dessen Abberufung kommissarischer Rektor, Mehmet Naci İnci, von Erdoğan zum neuen Rektor der Universität berufen.
Am 8. September 2021 fand die, mit über 1.000 Menschen bestens besuchte, Abschlussfeier als Alternative zur von der Universitätsleitung offiziell organisierten Feier statt. Mitte September wurden auch die Jazz-Kurse von Seda Binbaşgil annulliert, die bereits 16 Jahre an der Universität unterrichtet hatte. Ende September wurden die Kurse von Özcan Vardar gecancelt, der seit 2013 an der Universität unterrichtet.
Anfang Oktober 2021 kam es zu einer erneuten Auseinandersetzung zwischen Studierenden und dem privaten Sicherheitsdienst der Universität. Beim Protest hatten Studierende versucht das Auto zu stoppen, in dem sich Naci İnci befand. Im Anschluss kam es zu zehn Festnahmen. Am Tag darauf kam es während der Proteste für die Freilassung der verhafteten Studierenden zu weiteren Festnahmen. Am 11. Oktober 2021 wurde Candan vom Sicherheitsdienst der Universität nicht auf den Campus gelassen. Am 22. Oktober wurden im Laufe des Tages 45 Studierende vorläufig festgenommen. Der private Sicherheitsdienst hatte das Aufstellen eines Protestzelts vor dem Rektorat nicht erlaubt.
Am 19. Januar 2022 gaben die Akademiker der Universität bekannt, dass Özlem Berk Albachten, die Dekanin der Fakultät für Geistes- und Wissenschaftswissenschaften, Metin Ercan, der Dekan der Wirtschafts- und Verwaltungswissenschaftlichen Fakultät, sowie Yasemin Bayyurt, die Dekanin der Erziehungswissenschaftlichen Fakultät, vom Rektorat ihres Amtes enthoben wurden. Kurz darauf ernannte sich der berufene Rektor Inci, anstelle der abberufenen gewählten Dekanin Özlem Berk Albachten, zum kommissarischen Dekan der Philosophischen Fakultät.
Im März 2022 ordnete das 7. Verwaltungsgericht von Istanbul die Aufhebung der Entlassung von Can Candan an. Candan darf demnach den Campus wieder betreten und wurde daraufhin von den Protestierenden Ende März begrüßt. Im Mai 2022 begingen die Protestierenden ihren 500. Protesttag.
Bei einer LGBT Demonstration am 20. Mai 2022 auf dem Südcampus wurden 70 Studierende festgenommen. Die Studenten wurden wegen des Verstoßes gegen das Versammlungs- und Demonstrationsgesetz Nr. 2911 und des türkischen Strafgesetzbuchs Nr. 5237 vor Gericht gestellt.
Im Oktober 2022 wurde bekannt, dass Candans Kurse erneut nicht mehr an der Universität genehmigt wurden.
Im Februar 2023 wurden 14 Studierende wegen der Proteste zu Haftstrafen verurteilt. Erdoğan nannte im selben Monat die frühere Professorin an der Universität und Frau von Osman Kavala, Ayşe Buğra, als „Anstifterin“ der Proteste.

## Reaktionen
Devlet Bahçeli, der Vorsitzende der mit der AKP koalierenden Partei der Nationalistischen Bewegung (MHP), nannte die Demonstrierenden „giftige Schlangen, Vandalen und Barbaren“. Erdoğan nannte die am Protest beteiligten Studierenden „Terroristen“ – ein Begriff, der von seinem Regime gegen unliebsame Oppositionelle und Andersdenkende verwendet wird. In einer Rede sagte er, eine LGBTQ-Bewegung würde es zudem nicht geben. Er nannte Canan Kaftancıoğlu, die Istanbuler Vorsitzende der Republikanischen Volkspartei (CHP), welche sich mit den Protestierenden solidarisiert hatte, eine „militante Terroristin der DHKP-C“. Daraufhin erstattete die Politikerin Strafanzeige gegen den Präsidenten. Auch der Bürgermeister von Istanbul Ekrem İmamoğlu solidarisierte sich mit den Protesten und stellte sich auf die Seite des gerechten Kampfes der Studenten und Mitglieder des Lehrkörpers der Boğaziçi-Universität. Der CHP-Vorsitzende Kemal Kılıçdaroğlu sprach von einem Aushöhlen der akademischen Autonomie. Der Mikrobloggingdienst Twitter markierte zwei Tweets des Innenministers Süleyman Soylu, in dem er LGBT-Personen als „Perverse“ bezeichnete, als Hassrede. Der Dekan der Theologie-Fakultät an der Trakya-Universität, Cevdet Kılıç, drohte den Protestierenden auf Twitter: „Wir kommen mitten in der Nacht, beenden den Job und gehen am nächsten Morgen in die Arbeit“. Der Mafia Pate Alaattin Çakıcı empfahl Bulut nicht zurückzutreten.
Neben vielen Prominenten solidarisierte sich unter anderem auch die Schauspielerin Hazal Kaya, der Rapper Ezhel oder die Journalisten Ahmet Sık und Can Dündar. In einer gemeinsamen Erklärung sprachen sich Cem Adrian, Sarp Palaur, Fuat Ergin, Hayko Cepkin, Arif Sağ, Zülfü Livaneli, Pamela Spence und viele andere Musiker für die Unabhängigkeit von Universitäten aus. In den sozialen Medien fingen Tausende von Menschen an, sich unter dem doppeldeutigen Hashtag #AşağıBakmayacağız („Wir schauen nicht herunter“, auch übersetzbar mit „Wir beugen uns nicht“) zu solidarisieren. Der Hashtag rührt aus einer im Internet verbreiteten gefilmten Szene vor dem Eingang am Südcampus der Universität, in der ein Polizist einem Studenten befiehlt, er solle auf den Boden schauen, und dieser dann im Anschluss festgenommen wird, als er nicht auf den Befehl reagiert. Mit derselben Überschrift veröffentlichten 147 Schriftsteller einen Solidaritätsaufruf, darunter waren Orhan Pamuk, Zülfü Livaneli, Ayfer Tunç und Aslı Erdoğan.
Auch Mitglieder des Lehrkörpers und Studierende anderer renommierter Universitäten stellten sich zusammen auf die Seite der Protestierenden, wie zum Beispiel der Technischen Universität Istanbul, der Technischen Universität des Nahen Ostens oder der Galatasaray-Universität. An der Istanbul Universität unterband die Polizei einen Versuch von Mitgliedern des Lehrkörpers, eine Solidaritätserklärung zu verlesen. An der Türkisch Deutschen Universität solidarisierten sich im Zuge des Protests ebenfalls Studierende, die ihrerseits wiederum rassistische und homophobe Äußerungen eines Dozenten ihrer eigenen Universität massiv kritisierten.
Die Carl von Ossietzky Universität Oldenburg setzte als Reaktion auf die Vorkommnisse an der Universität das Erasmus-Programm aus.
Eine Petition im April 2022 verurteilte die Angriffe auf die Proteste. Unter anderem unterzeichneten diesen Aufruf die Akademiker Etienne Balibar, Judith Butler, Seyla Benhabib, David Harvey, Nancy Fraser und Noam Chomsky.